# Coordinadora per la Refundació de la Quarta Internacional
La Coordinadora per la Refundació de la Quarta Internacional (CRCI) és un dels grups que es consideren hereus de la Quarta Internacional fundada per Lleó Trotsky en 1938.